# Мак-Ферсон (хребет)
Мак-Ферсон (англ. McPherson Range) — горы в Австралии, расположенные на территории штатов Новый Южный Уэльс и Квинсленд.

## География
Мак-Ферсон представляет собой обширный горный хребет, являющийся частью Большого Водораздельного хребта и тянущийся в восточном направлении от деревни Уоллангарра до побережья Кораллового моря. Горы служат естественной границей между австралийскими штатами Новый Южный Уэльс и Квинсленд. В непосредственной близости расположены другие горные хребты — Нью-Ингленд и Мейн. Пик Уилсонс считается местом пересечения Большого Водораздельного хребта и Мак-Ферсон. В горах расположено пять крупных водопадов, в том числе Тевиот. Высшая точка гор Мак-Ферсон, гора Барни, достигает 1372 м.
На территории горного хребта расположено несколько национальный парков, в том числе Национальный парк Ламингтон, являющийся частью объекта Всемирного наследия.
Горы покрыты субтропическими дождевыми лесами, в которых произрастает и обитает большое количество представителей эндемичной флоры и фауны.

## История
Горный хребет был впервые исследован в 1828 году ботаником Алланом Каннингемом и его напарником Патриком Логаном, которые назвали горы в честь Дункана Мак-Ферсона. Однако очертания хребта с берега увидел ещё в 1770 году британский путешественник Джеймс Кук, который назвал замеченный им горный пик «Уорнингом» (англ. Mount Warning).